# Victor Wernersson
Victor Wernersson, né le 6 juillet 1995 à Malmö en Suède, est un footballeur suédois qui évolue au poste d'arrière gauche au Västerås SK.

## Biographie

### Débuts professionnels
Natif de Malmö en Suède, Victor Wernersson est formé par le club de sa ville natale, le Malmö FF, où il n'a jamais sa chance en équipe première. En janvier 2015, il rejoint le Syrianska FC, club évoluant alors dans la Superettan. C'est avec ce club qu'il fait ses débuts en professionnel, jouant son premier match lors d'une rencontre perdue contre l'Halmstads BK en Svenska Cupen, le 28 février 2015 (3-0).
En 2017, il signe avec le club danois du Vejle BK.

### IFK Göteborg
Ne s'étant pas imposé à Vejle BK où il n'avait pas la confiance de l'entraîneur, il fait son retour au pays et rejoint l'IFK Göteborg en janvier 2018. Il joue son premier match sous ses nouvelles couleurs le 17 février 2018, lors d'une rencontre de Svenska Cupen face à Varbergs BoIS. Il est titulaire lors de cette rencontre qui se solde par la victoire des siens (1-0).
Lors de la saison 2018, il inscrit deux buts en Allsvenskan avec l'IFK, sur la pelouse du Malmö FF le 7 mai (victoire 1-2 de Göteborg) puis lors d'un déplacement contre l'IF Brommapojkarna le 22 octobre de la même année (victoire 0-2 de l'IFK). Il s'agit de ses premiers buts chez les professionnels. Il fait une saison pleine cette année-là, jouant tous les matchs de championnat.

### KV Malines
Victor Wernersson rejoint le KV Malines le 31 août 2020. Il était initialement prévu qu'il rejoigne le club belge à l'issue de son contrat se terminant à la fin de l'année mais il s'engage finalement plus tôt, pour un contrat courant jusqu'en 2024. Il joue son premier match sous ses nouvelles couleurs le 22 novembre 2020, lors d'une rencontre de championnat face au SV Zulte Waregem. Il est titularisé et son équipe s'impose par deux buts à un.

### Stabæk Fotball
Le 4 août 2021, Victor Wernersson est prêté jusqu'à la fin de l'année au Stabæk Fotball, en Norvège.
Le 3 mars 2022, Wernersson est de nouveau prêté au Stabæk Fotball, qui évolue alors en deuxième division après la relégation du club lors de la saison précédente,.

### NAC Breda
Le 27 janvier 2023, Victor Wernersson quitte définitivement le KV Malines pour s'engager en faveur du NAC Breda. Il signe un contrat d'un an et demi, plus une année supplémentaire en option.

### Västerås SK
Le 25 juillet 2024, Victor Wernersson retourne en Suède en signant librement pour le Västerås SK. Le contrat est valable jusqu'à la fin de l'année.